# Manteo
Manteo è una città degli Stati Uniti d'America situata nella Carolina del Nord, nella Contea di Dare, della quale è anche il capoluogo.
La città si trova sull'isola di Roanoke.